# The Perry Bible Fellowship
The Perry Bible Fellowship (PBF) – komiks internetowy publikowany przez Nicholasa Gurewitcha, przypominający absurdalnym humorem The Far Side, ale opierający się na innym układzie graficznym i stylu szkicowania, który sam w sobie zmienia się między poszczególnymi odcinkami.
Nazwa komiksu nawiązuje do schematu nazewnictwa zgrupowań religijnych, a swoim charakterem wizualnym często przypomina pamflety Jacka Chicka i innych kaznodziejów. Typowy komiks składa się z trzech lub czterech kadrów, gdzie ostatni przedstawia zaskakujący, często ponury zwrot akcji. Tematy regularnie poruszane przez komiks to religia, samobójstwa, seks i śmierć.
PBF ukazywał się początkowo w gazecie The Daily Orange na Uniwersytecie Syracuse, gdzie autor wówczas studiował. Obecnie publikowany jest w ponad 20 magazynach w Stanach Zjednoczonych i innych krajach.